# وادي درنة
وادي درنة هو وادي في ليبيا يمتد من الجبل الأخضر إلى مدينة درنة الساحلية، وهو عبارة عن مجرى نهر متقطع لا يحتوي على الماء في معظمه إلا عند هطول أمطار غزيرة. يبلغ طوله 75 كيلومترًا (47 ميلًا)، وحوض تصريف المياه تبلغ مساحته 575 كيلومترًا مربعًا.

## شلالات درنة
تقع شلالات درنة في وادي درنة، على بعد حوالي 7 كم (4.3 ميل) إلى الجنوب من المدينة.